# Maria Immaculata (Mötzing)

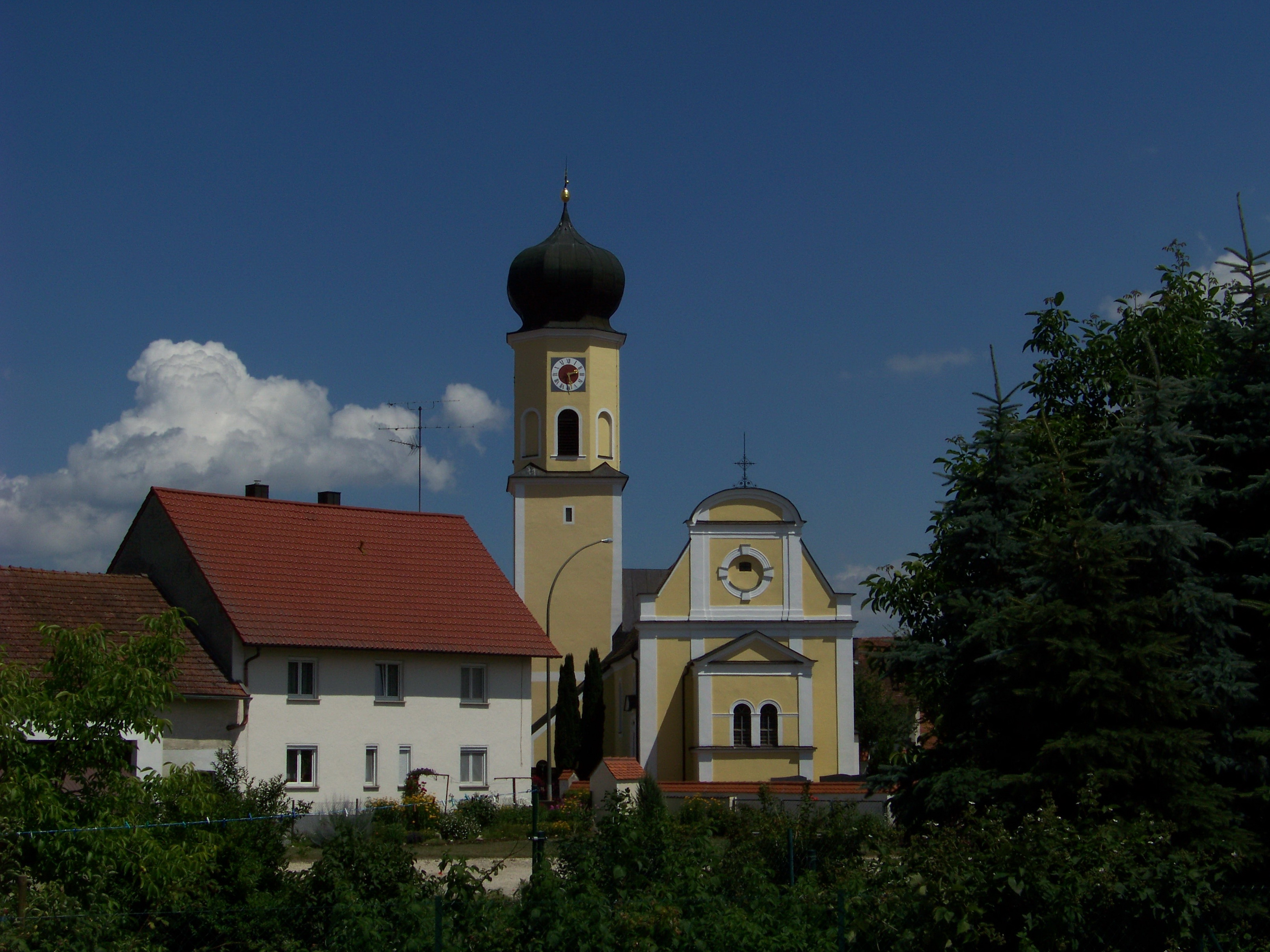
Maria Immaculata, Mötzing

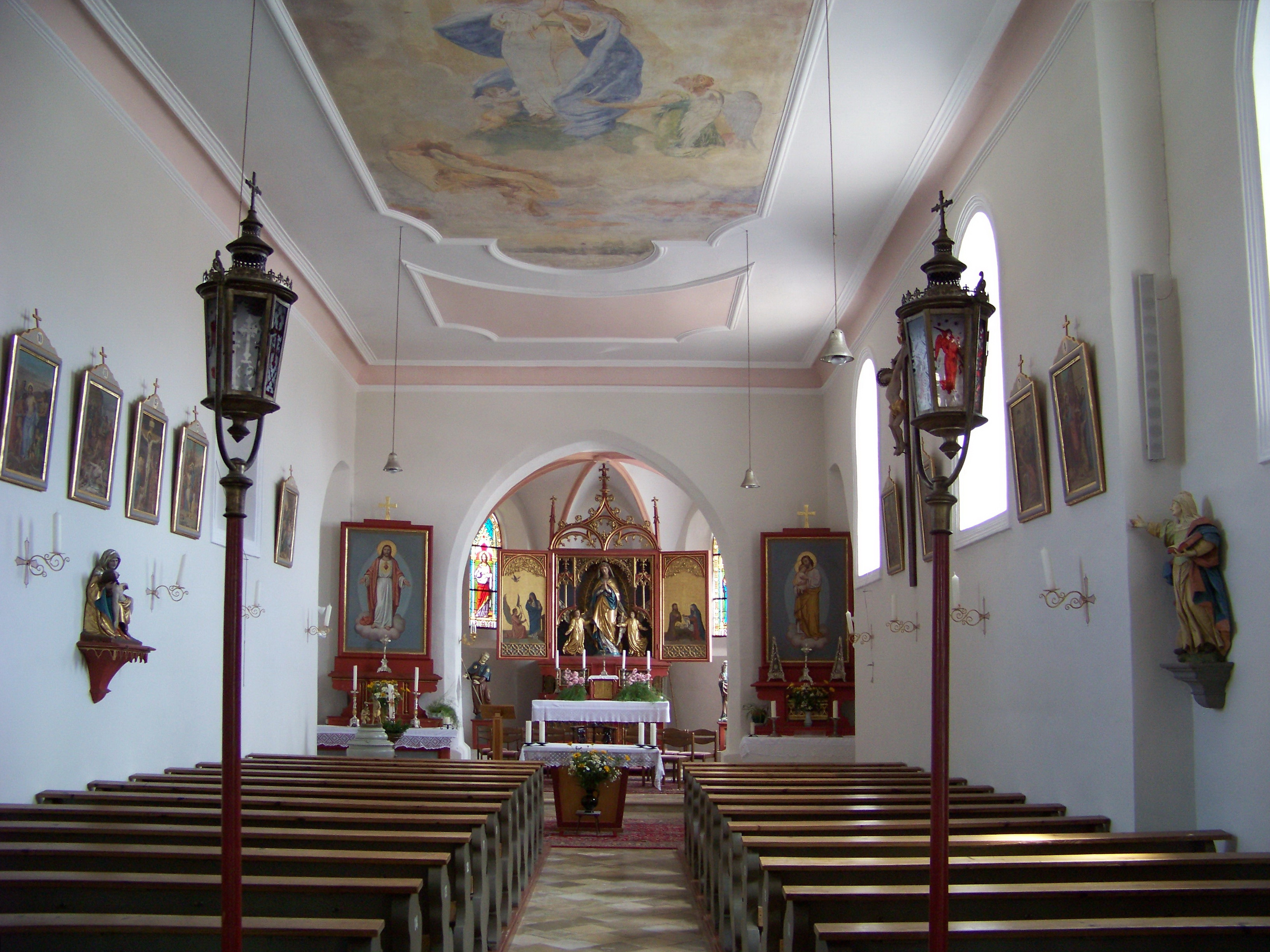
Innenansicht

Die römisch-katholische, denkmalgeschützte Benefiziumskirche Maria Immaculata steht in Mötzing, einer Gemeinde im Landkreis Regensburg in der Oberpfalz. Sie ist dem Bistum Regensburg zugeordnet. Das Bauwerk ist unter der Denkmalnummer D-3-75-171-1 als Baudenkmal in die Bayerische Denkmalliste eingetragen. Kirchenpatronin ist Maria Immaculata, die Unbefleckte Empfängnis.

## Beschreibung
Der Chor mit Fünfachtelschluss im Osten des im Kern romanischen Langhauses und der Chorflankenturm an der Nordwand des Chors stammen aus der Gotik. Im Zeitalter des Barock wurde der Chorflankenturm auf quadratischem Grundriss um ein achteckiges Geschoss aufgestockt, das die Turmuhr und den Glockenstuhl beherbergt, in dem vier Kirchenglocken hängen, und mit einer Zwiebelhaube bedeckt. Das Langhaus wurde Ende des 19. Jahrhunderts nach Westen verlängert und mit einer Fassade in Formen der Neorenaissance versehen. Die Innenraum des Langhauses ist mit einer Flachdecke überspannt, der des gleich breiten Chors mit einem Kreuzgewölbe, das auf Konsolen ruht. Ein Leichenhaus wurde in den 1960er Jahren auf der Nordseite angebaut, die letzte Außenrenovierung erfolgte 1988.
Zur Kirchenausstattung gehört ein neugotischer Flügelaltar mit einem Relief der Madonna im Strahlenkranz begleitet von zwei Engeln und der Darstellung der Verkündigung und der Geburt Jesu auf den beiden Seitenflügeln. Die Altarbilder auf den beiden Seitenaltären sind Darstellungen des Herz Jesu und Joseph von Nazareth mit dem Jesusknaben auf dem Arm.
Die Orgel stammt von 1907 und wurde von Willibald Siemann gefertigt.